# Monsieur de Sainte-Colombe
Jean de Sainte-Colombe, také známý jako Monsieur de Sainte-Colombe (1640 – 1700) byl francouzský barokní hudební skladatel a učitel, hráč na violu da gamba.

## Život
O životě Jeana de Sainte-Colombe toho není příliš známo. Žil cíleně v ústraní mimo společnost, a držel se stranou veškerých poct, které by mu jeho tvorba přinášela. Pravděpodobně se narodil kolem roku 1640. Byl výborným hráčem na violu. Přidal k ní sedmou strunu [AA] na basovou violu, a tím vytvořil violu da gamba a zavedl ve Francii používání strun protkaných stříbrem.
Vyučoval hru na violu da gamba, mezi jeho žáky patřil mj. Marin Marais.
Po smrti své ženy se Sainte-Colombe ještě více uzavřel do sebe a prohloubila se jeho averze vůči okolnímu světu. Staral se sám o své dvě dcery Brigidu a Françoise, které učil hrát na violu.
Jean Sainte-Colombe zemřel kolem roku 1700. V roce 1701 složil Marin Marais na jeho počest Tombeau pour Monsieur de Sainte-Colombe.

## Dílo
Mezi dochovanými Sainte-Colombovými díly je 67 koncertů à deux violes esgales (pro dvě violy) a více než 170 děl pro jednu violu da gamba (složil nejvíce skladeb pro violu da gamba před Marinem Maraisem). Jeho skladby jsou pojmenovány zejména depresivně (např. Náhrobek smutku, Podsvětí, Cháronova bárka, Žalozpěvy), což reflektuje Sainte-Colombův život.
- Les Pleurs - pro 2 violy da gamba

## Díla o Sainte-Colombovi
V roce 1991 napsal Pascal Quignard Sainte-Colombovu biografii po názvem Všechna jitra světa, líčící vztahy mezi ním, Marinem Maraisem, společností a jeho dcerami.
Kniha byla zfilmována pod stejným názvem v témže roce režisérem Alainem Corneauem, v hlavních rolích s Jeanem-Pierrem Mariellem (Sainte-Colombe), Gérardem Depardieuem a Guillaumem Depardieuem (Marin Marais).